# Ескадрені міноносці типу «Таун»
Не варто плутати з легкими крейсерами типу «Таун» 1910 та 1936 років
Ескадрені міноносці типу «Таун» (англ. Town-class destroyer) — група військових кораблів з 50 ескадрених міноносців різного типу, що поставлялися американськими суднобудівельними компаніями за часів Другої світової війни до Королівських флотів Великої Британії й Канади на основі, так званої угоди «есмінці в обмін на бази» (англ. Destroyers for Bases Agreement), підписаної 2 вересня 1940 року. За домовленостями британська корона представляла американському флотові військово-морські бази на Багамах та в інших місцях базування Королівського флоту.
Деякі з есмінців згодом, після служби в лавах британського флоту, надійшли до Королівських флотів Норвегії та Нідерландів, а також радянського ВМФ. За умовами договору есмінці стали зватися типу «Таун», на честь британських міст, хоча споконвічно усі 50 кораблів належали трьом типам американських ескадрених міноносців: «Колдвелл», «Вікс» та «Клемсон».

## Ескадрені міноносці типу «Таун»
Ескадреними міноносцями типу «Таун» у Великій Британії стали називати кораблі трьох типів, що надійшли до складу Королівського флоту, на основі так званого Договору «Есмінці в обмін на бази» (англ. Destroyers for Bases Agreement). Договір підписаний 2 вересня 1940 року Президентом США Ф.Рузвельтом та прем'єр-міністром Великої Британії В.Черчиллем мав термін дії 100 років і мав за умови використання американським флотом військово-морських баз американськими військовими в басейні Карибського моря. Усі 50 есмінців не входили до програми славетного ленд-лізу.
Кораблі були взяти під контроль британськими моряками на американських військових база та зазнали певних змін в оснащенні у відповідності до стандартів Королівського флоту. Більш глибоку модернізацію та відновлення вони зазнали по прибуттю до верфей Великої Британії. Частка есмінців, що призначалась для Канадських ВМС прибула до канадських портів відповідно і також зазнала процесу модернізації та удосконалення.
Есмінець «Кемпбелтаун» став однім з найславетніших кораблів типу «Таун», взявши участь у легендарному рейді британських командос на французький порт Сен-Назер — операції «Колісниця». Корабель, начинений 4 тоннами вибухівки з розгону врізався у ворота потужного Нормандського сухого доку. Вибуховий пристрій, встановлений на сповільнене підривання, вибухнув того ж дня, вщент зруйнувавши обладнання доку нацистів і унеможливив його відновлення до кінця Другої світової війни. Під час вибуху загинуло 250 німецьких вояків та французьких цивільних — працівників доків.
Переважна більшість есмінців типу «Таун» виконувала завдання з протичовнової оборони союзних конвоїв в Атлантиці та у північних морях.

### Ескадрені міноносці типу «Колдвелл»
| № | Корабель США | Номер вимпелу ВМС США | Корабель Великої Британії | Номер вимпелу ВМФ В/Британії | Виготовлювач                      | Закладено      | Спущено        | У строю           | Виведений до резерву | Передано до ВМФ В/Британії | Статус |
| - | ------------ | --------------------- | ------------------------- | ---------------------------- | --------------------------------- | -------------- | -------------- | ----------------- | -------------------- | -------------------------- | --- |
| 1 | «Коннер»     | DD-72                 | «Лідс»                    | G27                          | William Cramp & Sons, Філадельфія |                | 21 серпня 1917 | 12 січня 1918     | 21 червня 1922       | 23 жовтня 1940             | у квітні 1945 року виведений до резерву флоту Великої Британії. 19 січня 1949 розібраний на металобрухт                     |
| 2 | «Крейвен»    | DD-70                 | «Льюїс»                   | G68                          | Norfolk Naval Shipyard, Портсмут  |                | 29 червня 1918 | 19 жовтня 1918    | 15 червня 1922       | 9 серпня 1940              | 12 жовтня 1945 списаний на металобрухт                                                                                      |
| 3 | «Стоктон»    | DD-73                 | «Ладлоу»                  | G57                          | William Cramp & Sons, Філадельфія | 16 жовтня 1916 | 16 липня 1917  | 25 листопада 1917 | 15 червня 1922       | 23 жовтня 1940             | у червні 1945 списаний зі складу флоту; використовувався як корабель-мішень — потоплений авіаційними ракетами 15 липня 1945 |

### Ескадрені міноносці типу «Вікс»
| №  | Корабель США  | Номер вимпелу ВМС США | Корабель Великої Британії (Канади) | Номер вимпелу ВМФ В/Британії (Канади) | Виготовлювач                              | Закладено        | Спущено           | У строю           | Виведений до резерву | Передано до ВМФ В/Британії (Канади) | Статус |
| -- | ------------- | --------------------- | ---------------------------------- | ------------------------------------- | ----------------------------------------- | ---------------- | ----------------- | ----------------- | -------------------- | ----------------------------------- | --- |
| 1  | «Аарон Вард»  | DD-132                | «Каслтон»                          | I23                                   | Bath Iron Works, Бат                      | 11 серпня 1918   | 10 квітня 1919    | 21 квітня 1919    | 17 червня 1922       | 9 вересня 1940                      | у 1947 році розібраний на металобрухт |
| 2  | «Аббот»       | DD-184                | «Чарльзтаун»                       | I21                                   | Newport News Shipbuilding, Ньюпорт-Ньюс   | 5 квітня 1918    | 4 липня 1918      | 19 липня 1919     | 5 липня 1922         | 23 вересня 1940                     | 15 січня 1945 списаний зі складу флоту та згодом у 1947 році розібраний на металобрухт |
| 3  | «Бьюкенен»    | DD-131                | «Кемпбелтаун»                      | I42                                   | Bath Iron Works, Бат                      | 29 червня 1918   | 2 січня 1919      | 20 січня 1919     | 7 червня 1922        | 3 вересня 1940                      | 28 березня 1942 року підірваний у ході рейду на Сен-Назер |
| 4  | «Клакстон»    | DD-140                | «Салісбарі»                        | I52                                   | Mare Island Naval Shipyard, Вальйо        | 25 квітня 1918   | 14 січня 1919     | 13 вересня 1919   | 18 червня 1922       | 5 грудня 1940                       | У вересні 1942 переданий до складу Канадських ВМС, 26 червня 1944 року розібраний на металобрухт |
| 5  | «Ковелл»      | DD-167                | «Брайтон»                          | I52                                   | Fore River Shipyard, Квінсі               | 15 липня 1918    | 23 листопада 1918 | 17 березня 1919   | 27 червня 1922       | 23 вересня 1940                     | 16 липня 1944 року переданий до складу Північного флоту ВМФ СРСР, як есмінець «Жаркий»; 28 лютого 1949 року повернутий до Великої Британії, де 5 квітня розібраний на металобрухт |
| 6  | «Кроуніншилд» | DD-134                | «Челсі»                            | I35                                   | Bath Iron Works, Бат                      | 5 листопада 1918 | 24 липня 1919     | 6 серпня 1919     | 7 липня 1922         | 9 вересня 1940                      | 16 липня 1944 року переданий до складу Північного флоту ВМФ СРСР, як есмінець «Дерзкий»; 23 червня 1949 року повернутий до Великої Британії, де незабаром розібраний на брухт |
| 7  | «Беглі»       | DD-185                | «Сент-Меріс»                       | I12                                   | Newport News Shipbuilding, Ньюпорт-Ньюс   | 11 травня 1918   | 19 жовтня 1918    | 27 серпня 1919    | 7 липня 1922         | 22 вересня 1940                     | з лютого 1944 виведений зі складу флоту Великої Британії, після війни розібраний на брухт |
| 8  | «Еванс»       | DD-185                | «Менсфілд»                         | G76                                   | Bath Iron Works, Бат                      | 28 грудня 1917   | 30 жовтня 1918    | 11 листопада 1918 | 29 травня 1922       | 23 жовтня 1940                      | з грудня 1940 переданий до складу Норвезьких ВМС; 22 червня 1944 повернутий до флоту Великої Британії, після війни розібраний на брухт |
| 9  | «Фейрфакс»    | DD-93                 | «Річмонд»                          | G88                                   | Mare Island Naval Shipyard, Вальйо        | 10 липня 1917    | 15 грудня 1917    | 6 квітня 1918     | 29 травня 1922       | 26 листопада 1940                   | 16 липня 1944 року переданий до складу Північного флоту ВМФ СРСР, як есмінець «Живучий»; 24 червня 1949 року повернутий до Великої Британії, де незабаром розібраний на брухт |
| 10 | «Фут»         | DD-169                | «Роксборо»                         | I07                                   | Fore River Shipyard, Квінсі               | 7 серпня 1918    | 14 грудня 1918    | 21 березня 1919   | 6 липня 1922         | 23 вересня 1940                     | 1 серпня 1944 року переданий до складу ВМФ СРСР, як есмінець «Жесткий»; 7 лютого 1949 року повернутий до Великої Британії, де 14 травня 1949 розібраний на брухт |
| 11 | «Гейл»        | DD-133                | «Колдвелл»                         | I20                                   | Bath Iron Works, Бат                      | 7 жовтня 1918    | 29 травня 1919    | 12 червня 1919    | 22 червня 1922       | 9 вересня 1940                      | У вересні 1942 переданий до складу Канадських ВМС, 1 грудня 1944 року повернутий до Великої Британії й невдовзі розібраний на металобрухт |
| 12 | «Гараден»     | DD-183                | «Коламбія»                         | I49                                   | Newport News Shipbuilding, Ньюпорт-Ньюс   | 30 березня 1918  | 4 липня 1918      | 7 червня 1919     | 17 липня 1922        | 24 вересня 1940                     | 7 серпня 1945 розібраний на металобрухт |
| 13 | «Хоупвелл»    | DD-181                | «Бат»                              | I17                                   | Newport News Shipbuilding, Ньюпорт-Ньюс   | 19 січня 1918    | 8 червня 1918     | 22 березня 1919   | 17 липня 1922        | 23 вересня 1940                     | 9 квітня 1941 року переданий до складу Королівських ВМС Нідерландів, 19 серпня 1941 року під час супроводження конвою OG 71 у Північної Атлантиці потоплений німецьким підводним човном U-204                                                                                                   |
| 14 | «Калк»        | DD-170                | «Гамільтон»                        | I24                                   | Fore River Shipyard, Квінсі               | 17 серпня 1918   | 21 грудня 1918    | 29 березня 1919   | 10 липня 1922        | 23 вересня 1940                     | У червні 1941 переданий до складу Канадських ВМС, 8 червня 1945 року виведений зі складу сил флоту та невдовзі проданий на брухт |
| 15 | «Маккензі»    | DD-175                | «Аннаполіс»                        | I04                                   | Union Iron Works, Сан-Франциско           | 4 липня 1918     | 29 вересня 1918   | 25 липня 1919     | 27 травня 1922       | 24 вересня 1940                     | 24 вересня 1940 переданий до складу Канадських ВМС, 4 червня 1945 року проданий на брухт |
| 16 | «Меддокс»     | DD-168                | «Джорджтаун»                       | I40                                   | Fore River Shipyard, Квінсі               | 20 липня 1918    | 27 жовтня 1918    | 10 березня 1919   | 14 червня 1922       | 23 вересня 1940                     | У вересні 1942 переданий до складу Канадських ВМС, у грудні 1943 повернутий до Королівських ВМС Великої Британії; 10 серпня 1944 року переданий до складу ВМФ СРСР, як есмінець «Доблестний»; 4 лютого 1949 повернутий Британії та 16 вересня 1952 року проданий на брухт                       |
| 17 | «Філіп»       | DD-76                 | «Ланкастер»                        | G05                                   | Bath Iron Works, Бат                      | 1 вересня 1917   | 25 липня 1918     | 24 серпня 1918    | 29 травня 1922       | 23 жовтня 1940                      | у жовтні 1947 проданий на металобрухт |
| 18 | «Рінгголд»    | DD-89                 | «Ньюарк»                           | G08                                   | Union Iron Works, Сан-Франциско           | 20 жовтня 1917   | 14 квітня 1918    | 14 листопада 1918 | 17 червня 1922       | 26 листопада 1940                   | 10 лютого 1947 року розібраний на брухт |
| 19 | «Робінсон»    | DD-88                 | «Ньюмаркет»                        | G47                                   | Union Iron Works, Сан-Франциско           | 31 жовтня 1917   | 28 березня 1918   | 19 жовтня 1918    | 3 серпня 1922        | 5 грудня 1940                       | у вересні 1945 року розібраний на брухт |
| 20 | «Сігурні»     | DD-81                 | «Ньюпорт»                          | G54                                   | Fore River Shipyard, Квінсі               | 25 серпня 1917   | 16 грудня 1917    | 15 травня 1918    | 26 червня 1922       | 26 листопада 1940                   | 18 лютого 1947 року розібраний на брухт |
| 21 | «Тетчер»      | DD-162                | «Наяджера»                         | I57                                   | Fore River Shipyard, Квінсі               | 8 червня 1918    | 31 серпня 1918    | 14 січня 1919     | 26 червня 1922       | 24 вересня 1940                     | У 1946 році розібраний на брухт |
| 22 | «Томас»       | DD-182                | «Сент-Олбанс»                      | I15                                   | Newport News Shipbuilding, Ньюпорт-Ньюс   | 23 березня 1918  | 4 липня 1918      | 25 квітня 1919    | 30 червня 1922       | 23 вересня 1940                     | 14 квітня 1941 року переданий до складу Норвезьких ВМС; 4 травня 1944 повернутий до флоту Великої Британії; 16 липня 1944 року переданий до складу Північного флоту ВМФ СРСР, як есмінець «Достойний»; 28 лютого 1949 року повернутий до Великої Британії, де у квітні 1949 розібраний на брухт |
| 23 | «Тіллман»     | DD-135                | «Веллс»                            | I95                                   | Charleston Naval Shipyard, Норт-Чарлстон  | 29 липня 1918    | 7 липня 1918      | 10 квітня 1921    | 3 липня 1922         | 26 листопада 1940                   | у липні 1945 виведений зі складу флоту Великої Британії; 24 липня 1945 розібраний на брухт |
| 24 | «Твіггз»      | DD-127                | «Лемінгтон»                        | G19                                   | New York Shipbuilding Corporation, Камден | 23 січня 1918    | 28 вересня 1918   | 28 липня 1919     | 24 червня 1922       | 23 жовтня 1940                      | У жовтні 1942 переданий до складу Канадських ВМС, у грудні 1943 повернутий до Королівських ВМС Великої Британії; 16 липня 1944 року переданий до складу ВМФ СРСР, як есмінець «Жгучий»; у 1950 році повернутий Британії та 26 липня 1951 року проданий на брухт                                 |
| 25 | «Вікс»        | DD-75                 | «Монтгомері»                       | G95                                   | Bath Iron Works, Бат                      | 26 червня 1917   | 25 червня 1918    | 31 липня 1918     | 15 травня 1922       | 23 жовтня 1940                      | 23 лютого 1944 виведений зі складу флоту Великої Британії; весною 1945 розібраний на брухт |
| 26 | «Вільямс»     | DD-108                | «Сен-Клер»                         | I65                                   | Union Iron Works, Сан-Франциско           | 24 березня 1918  | 4 липня 1918      | 1 березня 1919    | 7 червня 1922        | 24 вересня 1940                     | 6 жовтня 1946 виведений зі складу Канадського флоту та незабаром розібраний на метал |
| 27 | «Ярнелл»      | DD-143                | «Лінкольн»                         | G42                                   | William Cramp & Sons, Філадельфія         | 12 лютого 1918   | 19 червня 1918    | 29 листопада 1918 | 29 травня 1922       | 23 жовтня 1940                      | у лютому 1942 року переданий до складу Норвезьких ВМС; 25 грудня 1943 повернутий до флоту Великої Британії; 26 серпня 1944 року переданий до складу Північного флоту ВМФ СРСР, як есмінець «Дружний»; у серпні 1952 року повернутий до Великої Британії, де незабаром розібраний на брухт       |

### Ескадрені міноносці типу «Клемсон»
| №  | Корабель США    | Номер вимпелу ВМС США | Корабель Великої Британії (Канади) | Номер вимпелу ВМФ В/Британії (Канади) | Виготовлювач                                                   | Закладено         | Спущено         | У строю         | Виведений до резерву | Передано до ВМФ В/Британії (Канади) | Статус |
| -- | --------------- | --------------------- | ---------------------------------- | ------------------------------------- | -------------------------------------------------------------- | ----------------- | --------------- | --------------- | -------------------- | ----------------------------------- | --- |
| 1  | «Абель Апшер»   | DD-193                | «Клер»                             | I14                                   | Newport News Shipbuilding, Ньюпорт-Ньюс                        | 5 квітня 1918     | 4 липня 1918    | 19 липня 1919   | 17 червня 1922       | 9 вересня 1940                      | у 1945 році розібраний на металобрухт |
| 2  | «Олік»          | DD-258                | «Бернем»                           | H82                                   | Bethlehem Shipbuilding Corporation, Сан-Франциско              | 3 грудня 1918     | 11 квітня 1919  | 26 липня 1919   | 27 травня 1922       | 8 жовтня 1940                       | у листопаді 1944 року виведений зі складу британського флоту; у грудні 1948 року розібраний на металобрухт |
| 3  | «Бейлі»         | DD-269                | «Рідінг»                           | G71                                   | Bethlehem Shipbuilding Corporation, Квінсі                     | 3 червня 1918     | 5 лютого 1919   | 27 червня 1919  | 16 червня 1922       | 26 листопада 1940                   | у липні 1945 року розібраний на металобрухт |
| 4  | «Банкрофт»      | DD-256                | «Сен-Франсіс»                      | I93                                   | Bethlehem Shipbuilding Corporation/Fore River Shipyard, Квінсі | 4 листопада 1918  | 21 березня 1919 | 30 червня 1919  | 11 липня 1922        | 24 вересня 1940                     | 1 квітня 1945 року виведений зі складу сил флоту; затонув на шляху до місця розбирання на металобрухт у наслідок зіткнення біля мису Кейп-Код                                                                                        |
| 5  | «Бренч»         | DD-197                | «Беверлі»                          | H64                                   | Newport News Shipbuilding, Ньюпорт-Ньюс                        | 25 жовтня 1918    | 19 квітня 1919  | 26 липня 1920   | 11 серпня 1922       | 8 жовтня 1940                       | 9 квітня 1943 року під час ескортування конвою ON 176 зіткнувся з пароплавом Cairnvolona, здобув важкі пошкодження; за дві доби потоплений німецьким підводним човном U-188                                                          |
| 6  | «Едвардс»       | DD-265                | «Бакстон»                          | H96                                   | Bethlehem Shipbuilding Corporation, Квінсі                     | 3 червня 1918     | 10 жовтня 1918  | 24 квітня 1919  | 8 червня 1922        | 8 жовтня 1940                       | У серпні 1942 року переданий Королівським ВМС Канади; розібраний на брухт у 1945 |
| 7  | «Герндон»       | DD-198                | «Черчилль»                         | I45                                   | Newport News Shipbuilding, Ньюпорт-Ньюс                        | 25 листопада 1918 | 31 травня 1919  | 14 вересня 1920 | 6 червня 1922        | 9 вересня 1940                      | з вересня 1940 до 16 липня 1944 у складі флоту Великої Британії; 16 липня 1944 року переданий до складу Північного флоту ВМФ СРСР, як есмінець «Деятельний»; 16 січня 1945 року потоплений ймовірно німецьким підводним човном U-286 |
| 8  | «Хант»          | DD-194                | «Бродвей»                          | H90                                   | Newport News Shipbuilding, Ньюпорт-Ньюс                        | 20 серпня 1918    | 14 лютого 1920  | 30 вересня 1920 | 11 серпня 1922       | 8 жовтня 1940                       | після війни виведений зі складу флоту та розібраний на брухт |
| 9  | «Лауб»          | DD-263                | «Бервелл»                          | H94                                   | Bethlehem Shipbuilding Corporation, Квінсі                     | 20 квітня 1918    | 28 серпня 1918  | 17 березня 1919 | 15 червня 1922       | 8 жовтня 1940                       | після війни виведений зі складу флоту та у 1947 році розібраний на брухт |
| 10 | «Мейсон»        | DD-191                | «Бродвотер»                        | H81                                   | Newport News Shipbuilding, Ньюпорт-Ньюс                        | 10 липня 1918     | 8 березня 1919  | 20 лютого 1920  | 3 липня 1922         | 9 жовтня 1940                       | 18 жовтня 1941 року під час ескорту конвою SC 48 потоплений німецьким підводним човном U-101 |
| 11 | «Маккала»       | DD-253                | «Стенлі»                           | I73                                   | Bethlehem Shipbuilding Corporation, Квінсі                     | 25 вересня 1918   | 18 лютого 1919  | 19 травня 1919  | 3 липня 1922         | 23 жовтня 1940                      | 19 грудня 1941 року під час ескорту конвою HG 76 потоплений німецьким підводним човном U-574 |
| 12 | «Маккук»        | DD-252                | «Санта-Крус»                       | I81                                   | Bethlehem Shipbuilding Corporation/Fore River Shipyard, Квінсі | 10 вересня 1918   | 31 січня 1919   | 30 квітня 1919  | 30 червня 1922       | 24 вересня 1940                     | 20 вересня 1943 року під час ескорту комбінованого конвою ON 202 та ONS 18 потоплений німецьким підводним човном U-305 |
| 13 | «Макланаган»    | DD-264                | «Бредфорд»                         | H72                                   | Bethlehem Shipbuilding Corporation, Квінсі                     | 20 квітня 1918    | 22 вересня 1918 | 5 квітня 1919   | 30 червня 1922       | 8 жовтня 1940                       | 3 травня 1943 року виведений зі складу флоту та 19 червня 1946 року розібраний на брухт |
| 14 | «Мід»           | DD-274                | «Рамсі»                            | G60                                   | Bethlehem Shipbuilding Corporation, Квінсі                     | 23 вересня 1918   | 24 травня 1919  | 8 вересня 1919  | 25 травня 1922       | 26 листопада 1940                   | у 1947 році розібраний на брухт |
| 15 | «Роджерс»       | DD-254                | «Шервуд»                           | I80                                   | Bethlehem Shipbuilding Corporation/Fore River Shipyard, Квінсі | 25 вересня 1918   | 26 квітня 1919  | 22 липня 1919   | 20 липня 1922        | 23 жовтня 1940                      | у 1945 році розібраний на брухт |
| 16 | «Сатерлі»       | DD-190                | «Бельмон»                          | H46                                   | Newport News Shipbuilding, Ньюпорт-Ньюс                        | 10 липня 1918     | 21 грудня 1918  | 23 грудня 1919  | 11 липня 1922        | 8 жовтня 1940                       | 31 січня 1942 року під час ескорту конвою неподалік узбережжя півострову Нова Шотландія потоплений німецьким підводним човном U-82                                                                                                   |
| 17 | «Шабрик»        | DD-268                | «Ріплі»                            | G79                                   | Bethlehem Shipbuilding Corporation, Квінсі                     | 3 червня 1918     | 31 грудня 1918  | 3 липня 1919    | 8 червня 1922        | 26 листопада 1940                   | 20 березня 1945 року розібраний на металобрухт |
| 18 | «Свейсі»        | DD-273                | «Рокінгем»                         | G58                                   | Bethlehem Shipbuilding Corporation, Квінсі                     | 27 серпня 1918    | 7 травня 1919   | 8 серпня 1919   | 10 червня 1922       | 26 листопада 1940                   | 27 вересня 1944 року підірвався на морській міні східніше узбережжя Шотландії та незабаром затонув |
| 19 | «Велборн Ц.Вуд» | DD-195                | «Честерфілд»                       | I28                                   | Newport News Shipbuilding, Ньюпорт-Ньюс                        | 24 вересня 1918   | 6 березня 1920  | 14 січня 1921   | 8 серпня 1922        | 9 вересня 1940                      | 17 січня 1945 року виведений зі складу флоту та у 1947 році розібраний на брухт |
| 20 | «Веллс»         | DD-257                | «Камерон»                          | I05                                   | Bethlehem Shipbuilding Corporation/Fore River Shipyard, Квінсі | 13 листопада 1918 | 8 травня 1919   | 2 вересня 1919  | 15 червня 1922       | 9 вересня 1940                      | 5 грудня 1940 року потоплений під час бомбардування німецькими бомбардувальниками ВМБ Портсмута |